# Entraîneur d'air
Un entraîneur d’air est un adjuvant pour matériaux cimentaires tels que les coulis, les mortiers de ciment et les bétons de ciment. Il est utilisé pour protéger ces matériaux contre les cycles de gel/dégel. Les entraîneurs d’air sont ajoutés aux matériaux cimentaires à des ratios entre 0,05 et 0,2 % de la masse de ciment utilisé. La teneur en air dans le matériau durci serait entre 4 et 6 %.

## Composition
Les entraîneurs d’air sont des tensioactifs tels que les sulfates d’alkyle-éther.

## Mécanisme
Les tensioactifs permettent la création de petites porosités fermées (10 à 500 micromètres de diamètre), de taille régulière, stables et bien dispersées dans le béton. Ceci améliore sa protection contre les cycles de gel/dégel.

## Effets sur le béton frais
Les entraîneurs d’air augmentent la cohésion et la thixotropie du béton frais, ce qui facilite sa mise en œuvre.

## Effets sur le béton durci
Les entraîneurs d’air augmentent la durabilité du béton durci face au cycle de gel/dégel mais diminuent sa résistance à la compression.

## Utilisations
Les entraîneurs d’air sont utilisés lorsque le béton va subir des cycles de gel/dégel.
Les entraîneurs d’air sont surtout utilisés dans le béton extrudé et le béton routier.